# Сокка
Сокка (англ. Sokka) — персонаж мультсериала «Аватар: Легенда об Аанге».

## Появления

### «Аватар: Легенда об Аанге»
Мать Сокки и Катары, Кая, была убита. Мальчику пришлось рано повзрослеть и стать воином, чтобы защищать сестру, когда их отец, Хакода, ушёл на войну против нации Огня.
В первом эпизоде Сокка и Катара нашли замороженного во льдах Аватара Аанга, которому Сокка поначалу не доверял, подозревая, что он человек нации Огня. Изгнанный принц нации Огня, Зуко, атакует их деревню, чтобы поймать Аватара, и Сокка сражается с ним. Однако он проигрывает, и Зуко пленит Аанга. Вскоре они спасают Аватара и отправляются с ним на северный полюс, чтобы Аанг и Катара учились магии воды. В серии «Воины Киоши» Сокка переживает, что его побили девчонки. Поначалу он не ладит с ними, но тем не менее, вскоре ему удаётся подружиться с Суюки, когда он понимает, что был не прав, и в дальнейшем у него сложатся романтические отношения с девушкой. Прибыв в северное племя Воды, парень взаимно влюбляется в принцессу Юи, но в ходе осады она жертвует своей жизнью, чтобы возродить убитого духа Луны.
Во втором сезоне команда Аватара отправляется в Царство Земли. Друзья обнаруживают подземную библиотеку в пустыне, и Сокка с Аангом узнают о Дне Чёрного Солнца, когда все маги огня будут обессилены из-за затмения. Команда Аватара хочет сообщить об этом Царю Земли, но им мешают Дай Ли во главе с Лонг Фенгом. Когда группа разоблачает Лонг Фенга, они рассказывают царю о своём плане вторжения в страну нации Огня.
К третьему сезоны герои пребывают там, замаскировавшись под жителей нации Огня. В эпизоде «Учитель Сокки» парень находит себе наставника, мастера Пиандао. Сокка многому научился у него. После неудачного вторжения к команде присоединяется Зуко, который отвернулся от тирана-отца, а Сокка одолевает наёмного убийцу Спарки-Спарки-Бу-Мэна, которого ранее послал Зуко и который может испускать взрывы из третьего глаза. В дальнейшем Сокка и Зуко отправляются в тюрьму Кипящую скалу, где, как они думают, держат пленённого Хакоду. Однако его там не оказывается, но визит не был напрасным — герои встречают Суюки. Они планируют побег, а затем в тюрьму всё-таки переводят отца Сокки. Им удаётся бежать, несмотря на попытки прибывшей туда Азулы остановить беглецов. Вскоре Сокке снова приходится разлучиться с отцом, когда армия Нации Огня во главе с Азулой неожиданно нападает на Западный храм воздуха. Парень уходит с Аангом, Катарой, Тоф, Зуко и Суюки. В финале мультсериала Сокка и его сестра встречают мастера Пиандао и учителя магии воды Катары, Пакку, который теперь является мужем их бабушки Канны (Пра-пра). Те знакомят их с остальными членами ордена Белый лотос. В битве против армии Короля Феникса Озая Сокка, Суюки и Тоф захватывают дирижабль нации Огня и используют его для уничтожения других воздушных суден, пока Аанг сражается с самим Озаем. Когда их дела оказываются плохи, Сокка жертвует своим бумерангом и мечом, чтобы выиграть время, пока их не спасает Суюки.
После грандиозной победы Сокка присутствует вместе с остальными друзьями в чайной лавке дяди Айро в Ба-Синг-Се и отмечает окончание Столетней войны.

### «Легенда о Корре»
Прошло 70 лет. Сокка уже умер, но появляется во флешбэке эпизода «Послание из прошлого». Он выносит приговор преступнику Якону, магу крови. Сокка также упоминается в третьем сезоне мультсериала, но не показывается на экране. Тензин рассказывает, что вместе с ним и с некоторыми другими, предотвратил попытку злодея Захира и его банды похитить юную Корру.

## Отзывы и критика
Сокка очень смелый человек, а также очень верный и преданный. Он сделает всё, чтобы позаботиться о людях, которых любит, и один из его самых вдохновляющих поступков — это когда он отправляется в тюрьму Кипящей скалы, чтобы попытаться освободить своего отца и других людей, схваченных после неудачной попытки найти Лорда Огня в День Чёрного Солнца. Хотя Зуко в конечном итоге помогает ему, Сокка планировал пойти один.
Люси-Джо Финниган отмечала, что «Сокка — любимый персонаж фанатов „Аватара: Легенды об Аанге“» и «самый умный член команды». Аджай Аравинд написал, что хотя Сокка и не может покорять стихии, «он является важной частью» мультсериала и очень часто «спасает положение». Шайен Гувер рассматривала 10 лучших поступков Сокки и на 1 место поставила его победу над Спарки-Спарки-Бу-Мэном в эпизоде «Западный храм воздуха». Заррин Могбелпур написал альтернативную статью, в которой выделял 10 худших поступков героя и на 1 место включил его сексизм по отношению к Воинам Киоши в одноимённой серии. Джек Грэм посчитал, что «Сокка — один из самых весёлых, отважных и изобретательных персонажей в „Аватаре“».
Зак Блюменфелд из журнала Paste поставил Сокку на 6 место в топе 20 лучших персонажей из вселенной «Аватара» и написал, что героя «отличают его юмор и настойчивость». Журналист сравнил его с персонажем Роном Уизли. Цитаты Сокки также неоднократно рассматривались в СМИ. Аманда Стил в своём списке поставила на 1 место его фразу о кактусовом соке из эпизода «Пустыня». Аманда Брюс вручила 1 место признанию Сокки своему учителю из нации Огня в том, что парень на самом деле из племени Воды, которое было в 4 серии 3 сезона.